# Michał Damazyn
Michał Damazyn (ur. 16 sierpnia 1976 w  Inowrocławiu) – polski katolicki prezbiter diecezji bydgoskiej, doktor nauk teologicznych, historyk, publicysta, nauczyciel akademicki, adiunkt Wydziału Nauk Historycznych Uniwersytetu Mikołaja Kopernika w Toruniu, proboszcz parafii Niepokalanego Poczęcia Najświętszej Maryi Panny w Nieżychowie.

## Życiorys
Urodził się w 1976 roku w Inowrocławiu. Ukończył Prymasowskie Wyższe Seminarium Duchowne w Gnieźnie i 18 maja 2002 otrzymał święcenia prezbiteratu. Po utworzeniu w 25 marca 2004 roku diecezji bydgoskiej został do niej inkardynowany.  Pracował jako wikariusz w kilku parafiach m.in. w Bydgoszczy i Sadkach. W 2022 roku został mianowany administratorem, a rok później proboszczem parafii Niepokalanego Poczęcia Najświętszej Maryi Panny w Nieżychowie.
27 czerwca 2011 uzyskał na Uniwersytecie im. Adama Mickiewicza w Poznaniu stopień doktora nauk teologicznych. Pracuje w Instytucie Historii i Archiwistyki Wydziału Nauk Historycznych Uniwersytetu Mikołaja Kopernika w Toruniu. Jest autorem licznych publikacji naukowych i popularnonaukowych z zakresu historii najnowszej oraz teologii duchowości. Współpracuje z Centrum Badania Historii Solidarności i Oporu Społecznego w PRL na UMK.
W czasie XXXVIII Tygodnia Kultury Chrześcijańskiej w Bydgoszczy został uhonorowany medalem za twórczy wkład w kulturę chrześcijańską.
26 sierpnia 2023 został uhonorowany przez marszałka województwa kujawsko-pomorskiego Piotra Całbeckiego srebrnym medalem Unitas Durat Palatinatus Cuiaviano-Pomeraniensis w uznaniu zasług na rzecz województwa kujawsko-pomorskiego i jego mieszkańców. W tym samym roku otrzymał w konkursie Marszałka Województwa Kujawsko-Pomorskiego dla Najlepszej Książki o Tematyce Regionalnej nagrodę specjalną w kategorii biografistyka za Dykcjonarz kujawsko-pomorski. Zasłużeni działacze „Solidarności”.

## Wybrane publikacje
- Profesor Ludka. Życie i wiara, 2013, Magenta, ISBN 978-83-929882-4-3
- Pisma siostry Heleny Majewskiej CSA, (opracowanie), 2014, Wydawnictwo WAM – Księża Jezuici, ISBN 9788327701046
- Bydgoszczan Portret Własny, T. 1, 2015, Instytut Wydawniczy Świadectwo, ISBN 9788374560771
- Bydgoszczan Portret Własny, T. 2, 2016, Instytut Wydawniczy Świadectwo, ISBN 978-83-908222-3-5
- Bydgoszczan Portret Własny, T. 3, 2016, Instytut Wydawniczy Świadectwo, ISBN 978-83-908222-4-2
- Ludzie miłosiernego Boga, 2016, Edycja Świętego Pawła, ISBN 9788377976050
- Nikczemność i honor: stan wojenny w stu odsłonach, (współautor), 2021, Wydawnictwo Biały Kruk, ISBN 978-83-7553-324-8
- Dykcjonarz kujawsko-pomorski: zasłużeni działacze "Solidarności" i opozycji antykomunistycznej odznaczeni medalem "Unitas Durat Palatinatus Cuiaviano-Pomeraniensis" T. 1, 2022, Jagielloński Instytut Wydawniczy, ISBN 978-83-67201-22-3
- Dykcjonarz kujawsko-pomorski: zasłużeni działacze "Solidarności" i opozycji antykomunistycznej odznaczeni medalem "Unitas Durat Palatinatus Cuiaviano-Pomeraniensis" T. 2, 2023, Jagielloński Instytut Wydawniczy, ISBN 978-83-67201-37-7
- Dykcjonarz kujawsko-pomorski: zasłużeni działacze "Solidarności" i opozycji antykomunistycznej odznaczeni medalem "Unitas Durat Palatinatus Cuiaviano-Pomeraniensis" T. 3, 2024, Jagielloński Instytut Wydawniczy, ISBN 978-83-67201-54-4
- Najmłodsi bohaterowie: historia polskich dzieci X – XXI w.: opowieści o walce i cierpieniu, (współautor), 2023, Wydawnictwo Biały Kruk, ISBN 978-83-7553-365-1.
- Miłość za Miłość. Duchowość, misja i dzieło Rozalii Celakówny, 2025,  Edycja Świętego Pawła, ISBN 978-83-8131-723-8.